# Le astuzie femminili
Le astuzie femminili (Kvinnlig list) är en italiensk opera (commedia per musica) i två akter (ibland tre eller fyra) med musik av Domenico Cimarosa och libretto av Giuseppe Palomba efter Giovanni Bertatis libretto till Amor reden sagace.

## Historia
Operan hade premiär den 26 augusti 1794 på Teatro dei Fiorentini i Neapel. Ottorino Respighi gjorde en fri omarbetning av operan under namnet La Cimarosiana som producerades av Sergej Djagilev och med koreografi av Léonide Massine. Den sattes upp på Parisoperan i maj 1920. Djagilev hade fascinerats av operans final, en rysk balscen, som visade på Cimarosas influenser från sin tid i Sankt Petersburg i början av 1790-talet.

## Personer
- Signor Lasagna Giampaolo (bas)
- Bellina, elev till Doktor Romualdo (sopran)
- Doktor Romualdo (baryton)
- Filandro, förälskad i Bellina (tenor)
- Ersilia, Bellinas väninna (sopran)
- Leonora, guvernant (mezzosopran)

## Handling
Bellina hotas att giftas bort mot sin vilja och flyr med sin älskade.